# Tobias Janz
Tobias Janz (* 1974) ist ein deutscher Musikwissenschaftler.

## Leben
Tobias Janz ist der Sohn des Flensburger Kirchenmusikers Matthias Janz. Nach dem Abitur 1993 am Alten Gymnasium Flensburg studierte er Klavier, Kammermusik und Musiktheorie an der Musikhochschule Lübeck sowie Musikwissenschaft und Philosophie an der Humboldt-Universität zu Berlin. Nach Diplomabschlüssen in Klavier und Musiktheorie und der Promotion 2005 mit einer Dissertation über die Dramaturgie des Orchesterklangs in Wagners Ring des Nibelungen  war er von 2006 bis 2007 wissenschaftlicher Mitarbeiter im Rahmen des DFG-Forschungsprojekts „Musikalische Selbstreflexion. Musik über Musik im 19. Jahrhundert“ am Musikwissenschaftlichen Institut der Universität zu Köln. Von 2007 bis 2013 lehrte er als Juniorprofessor für Historische Musikwissenschaft an der Universität Hamburg. Im Sommersemester 2011 vertrat er eine Professur (C4) an der Humboldt-Universität zu Berlin. Im Juli/August 2013 war er Visiting Assistant Professor an der National Taiwan University. Von 2013 bis 2017 lehrte er als Universitätsprofessor für Historische Musikwissenschaft an der Christian-Albrechts-Universität zu Kiel. Seit Oktober 2017 hat er die Professur für Musikwissenschaft an der Universität Bonn inne.
Seine Forschungsschwerpunkte sind Musik des 17.–21. Jahrhunderts, Musiktheorie (Geschichte und Systematik), Klang, Ästhetik, Musikphilosophie und Moderneforschung und Musikhistorik.

## Schriften (Auswahl)
- Klangdramaturgie. Studien zur theatralen Orchesterkomposition in Wagners „Ring des Nibelungen“. Würzburg 2006, ISBN 3-8260-3291-8.
- als Herausgeber: Wagners Siegfried und die (post-)heroische Moderne. Beiträge des Hamburger Symposions, 22.–25. Oktober 2009. Würzburg 2011, ISBN 3-8260-4234-4.
- Zur Genealogie der musikalischen Moderne. Paderborn 2014, ISBN 3-7705-5754-9.
- als Herausgeber mit Friedrich Geiger: Carl Dahlhaus’ Grundlagen der Musikgeschichte. Eine Re-Lektüre. Paderborn 2016, ISBN 3-7705-5886-3.
- mit Jens Gerrit Pappenburg (Hrsg.): Ästhetische Normativität in der Musik. Klostermann, Frankfurt a. M. 2023 (Recht als Kultur; 33), ISBN 978-3-465-04611-0.